# Чаддс-Форд Тауншип (округ Делавер, Пенсільванія)
Чаддс-Форд Тауншип (англ. Chadds Ford Township) — селище (англ. township) в США, в окрузі Делавер штату Пенсільванія. Населення — 3972 особи (2020).

## Демографія
Згідно з переписом 2010 року, у селищі мешкало 3640 осіб у 1436 домогосподарствах у складі 1022 родин. Було 1513 помешкання
Расовий склад населення:
| - 89,4 % — білих - 7,6 % — азіатів - 1,4 % — чорних або афроамериканців |

До двох чи більше рас належало 1,1 %. Частка іспаномовних становила 2,9 % від усіх жителів.
За віковим діапазоном населення розподілялося таким чином: 23,7 % — особи молодші 18 років, 61,1 % — особи у віці 18—64 років, 15,2 % — особи у віці 65 років та старші. Медіана віку мешканця становила 44,5 року. На 100 осіб жіночої статі у селищі припадало 93,5 чоловіків;  на 100 жінок у віці від 18 років та старших — 88,2 чоловіків також старших 18 років.
Середній дохід на одне домашнє господарство  становив 165 971 долар США (медіана — 117 961), а середній дохід на одну сім'ю — 183 266 доларів (медіана — 134 605). Медіана доходів становила 106 927 доларів для чоловіків та 62 391 долар для жінок. За межею бідності перебувало 3,5 % осіб, у тому числі 3,9 % дітей у віці до 18 років та 3,9 % осіб у віці 65 років та старших.
Цивільне працевлаштоване населення становило 1983 особи. Основні галузі зайнятості: освіта, охорона здоров'я та соціальна допомога — 25,6 %, виробництво — 16,1 %, науковці, спеціалісти, менеджери — 15,6 %.